# Lynnfield
Lynnfield — кодовое название четырёхъядерного процессора Intel, выпущенного в сентябре 2009 года. Он продавался в различных конфигурациях: Core i5-7xx, Core i7-8xx или Xeon X34xx. Lynnfield использует микроархитектуру Nehalem и заменяет более ранние процессоры Wolfdale и Yorkfield на базе Penryn, использующие тот же технологический процесс 45 нм, но с новым интерфейсом памяти и шины. Код продукта для Lynnfield — 80605, значение CPUID идентифицирует его как семейство 6, модель 30 (0106Ex).
Lynnfield происходит от более ранних микропроцессоров Bloomfield и Gainestown, которые использовались в серверных и настольных системах высокого класса. Основное различие между ними заключается в том, что Lynnfield использует процессорный разъём LGA 1156, а не сокет LGA 1366, используемый процессорами Bloomfield и Gainestown. Процессоры LGA 1156 включают в себя интерфейс Direct Media и каналы PCI Express, которые Intel ранее подключала к процессору с помощью выделенного чипа северного моста, называемого «концентратором контроллера памяти» или «концентратором ввода-вывода».
Серия процессоров Lynnfield не включает встроенную графику Intel.
Мобильная версия Линнфилда — Кларксфилд. Двухъядерной версией должен был стать Havendale, но от неё отказались в пользу Clarkdale.

## Процессоры
| Сегмент рынка            | Марка   | Модель  | Диапазон тактовых частот  | HT               | Максимальный размер памяти      | Поддержка ECC |
| ------------------------ | ------- | ------- | ------------------------- | ---------------- | ------------------------------- | ------------- |
| Настольные компьютеры    | Core i5 | i5-7xx  | 2,67—2,80 ГГц             | Нет              | DDR3 16 ГБ (32 ГБ неофициально) | Нет           |
| Настольные компьютеры    | Core i5 | i5-7xxS | 2,40 ГГц                  | Нет              | DDR3 16 ГБ (32 ГБ неофициально) | Нет           |
| Настольные компьютеры    | Core i7 | i7-8xx  | 2,80—3,07 ГГц             | Да               | DDR3 16 ГБ (32 ГБ неофициально) | Нет           |
| Настольные компьютеры    | Core i7 | i7-875К | 2,93 ГГц (разблокировано) | Да               | DDR3 16 ГБ (32 ГБ неофициально) | Нет           |
| Настольные компьютеры    | Core i7 | i7-8xxS | 2,53—2,67 ГГц             | Да               | DDR3 16 ГБ (32 ГБ неофициально) | Нет           |
| Однопроцессорные серверы | Xeon    | X34xx   | 1,86—3,07 ГГц             | Некоторые модели | DDR3 32 ГБ                      | Да            |